# Вернер, Дмитрий Алексеевич
Дмитрий Алексеевич Вернер (Дима Вернер; род. 20 июля 1959, Ленинград, СССР) — профессор астрофизики, составитель и редактор известного в русском сегменте сети сайта «Анекдоты из России».

## Биография
Дмитрий Вернер родился 20 июля 1959 года в Ленинграде в семье учёного Алексея Вернера и Нины Перепеч. Прапрадед — генерал-майор Иван (Иоганн-Фридрих) Иванович Вернер, герой русско-турецкой войны 1877—1878 годов; прадед Вернер Иван Иванович (1880—1927), историк.
Окончил с отличием астрономическое отделение матмеха ЛГУ, отслужил рядовым в Советской Армии в ракетном дивизионе.
После армии работал в секторе теоретической астрофизики Физико-технического института им. А. Ф. Иоффе АН СССР, там в 1987-м году стал кандидатом физико-математических наук. Тема диссертации «Статистика и динамика вращения двойных галактик».
В начале 1990 года перешёл работать в Институт космических исследований, а с конца 1990-го работал по контрактам в разных странах мира. Два года работал в ESO — Европейской южной обсерватории (Мюнхен, Германия), затем два года в Каптейновском астрономическом институте (Гронинген, Нидерланды). Затем переехал в США, был два года постдоком, а потом три года профессором в Кентуккийском университете, год был профессором-визитёром в Канадском институте теоретической астрофизики (Торонто).
С 1999 года участвует в движении ЕЖЕ, многократно выигрывал награду РОТОР. Вернер как пионер периодики Рунета на ранних этапах вошёл в это движение и имеет в его реестре номер 25.
С 2010 по 2012 года работал почтальоном в системе почты США, о чём оставил записки в «Живом журнале» под именем postbote.

## Анекдот.ру
В ходе работы астрофизиком познакомился с доинтернетными компьютерными сетями (именно от института им. Иоффе ведёт происхождение «Академсеть»), среди которых наиболее популярен тогда был глобальный Юзнет. В нём собрались русскоязычные пользователи из разных стран, которые любили между собой общаться по электронной почте и любили присылать друг другу анекдоты. На базе первого советского провайдера «Релком» возникла ньюзгруппа Юзнета под названием relcom.humor, где стали переписываться любители русскоязычных анекдотов.
Вернер также читал анекдоты, присылаемые пользователями в Фидонете. Он увлёкся собиранием анекдотов и решил технически улучшить этот процесс, для чего создал сайт «Анекдоты из России» на базе новой тогда технологии WWW, который запустил 8 ноября 1995 года. Сайт стал первым русскоязычным сайтом, обновлявшимся ежедневно. Впоследствии ради поддержки сайта Вернер бросил научную карьеру в США, о чём рассказано в документальном телесериале 2019 года «Холивар. История Рунета».
О своей мотивации Вернер сообщает так: «Дело в том, что я каждый день читал анекдоты на Usenet и в Fido. И заметил, что они там очень часто повторялись. Это раздражало. Я страшно злился и думал: ну неужели не найдется человек, который бы ежедневно отбирал, просматривал анекдоты, не допуская повторов? И решил делать это сам». Первым опубликованным стал анекдот «про чукчу и про котят».
Проект Вернера быстро стал самым посещаемым сайтом Рунета (по рейтингу «Рамблера»): «ни в одной стране мира, ни на одном языке, никогда анекдоты не имели такого значения. Американцы мне говорили: „Что за уникальный русский характер? Почему посещаемость твоего anekdot.ru больше, чем у новостных сайтов, чем у поисковиков?“».
По принципиальным соображениям Вернер отказался от цензуры на своём сайте: «этот принцип мной свято охраняется. Публикуется все, что присылают. Мне тысячу раз говорили: „Да я никогда в жизни больше на твой сайт не зайду, после того как ты опубликовал там такую гадость!“ Можете возмущаться, но я все равно эту гадость опубликую». Вернер указывает, что эта политика первый раз нанесла ему удар после гибели принцессы Дианы в 1997 году, когда он публиковал анекдоты на эту тему, а общественность подвергла его массовому осуждению. Затем ещё большей обструкции он подвергся после событий 11 сентября 2001 года в США, о которых также публиковал анекдоты несмотря на всеобщий траур.
Вернер отмечал, что не сталкивался с проявлениями цензуры в РФ: «ни разу никто не сказал ни слова. Даже по поводу самых злых, самых глупых, самых неполиткорректных анекдотов против Путина или Медведева» … «можете смеяться, но я считаю, что наша власть в этом смысле достаточно мудрая и адекватная, чтобы понимать, что лучше знать, как люди шутят — пускай даже глупо и неадекватно, — чем это пытаться прикрыть».

Однако в марте 2022 года на сайте была введена цензура, предупреждение об этом было размещено на страницах сайта: 
В связи с принятым Государственной Думой законом 207.3 «Публичное распространение заведомо ложной информации об использовании Вооруженных сил Российской Федерации» на сайте вводятся особые условия публикации
По сайту «Анекдот.ру» было защищено несколько научных диссертаций. Так, в 2006 году в английском Голдсмитс-колледже была защищена диссертация историка Евгения Горного на учёную степень доктора философии под названием «Креативная история Русского интернета», в которой отдельная глава посвящена «Анекдоту.ру» и называется «Фольклор в эпоху Интернета: Анекдоты из России» — в главе подробно рассматривается история сайта, его влияние на массовую аудиторию Рунета и личную жизнь Вернера.